# Harpacticus tenellus
Harpacticus tenellus är en kräftdjursart som beskrevs av Georg Ossian Sars 1920. Harpacticus tenellus ingår i släktet Harpacticus och familjen Harpacticidae. Arten har ej påträffats i Sverige. Inga underarter finns listade i Catalogue of Life.